# Lilla Mjuggsjön
Lilla Mjuggsjön är en sjö i Gävle kommun i Gästrikland och ingår i Hamrångeån-Testeboåns kustområde. Sjön har en area på 0,0508 kvadratkilometer och ligger 43 meter över havet.

## Delavrinningsområde
Lilla Mjuggsjön ingår i det delavrinningsområde (674544-156883) som SMHI kallar för Utloppet av Lilla Mjuggsjön. Medelhöjden är 49 meter över havet och ytan är 0,94 kvadratkilometer. Räknas de 3 avrinningsområdena uppströms in blir den ackumulerade arean 17,66 kvadratkilometer. Vattendraget som avvattnar avrinningsområdet har biflödesordning 2, vilket innebär att vattnet flödar genom totalt 2 vattendrag innan det når havet efter 13 kilometer. Avrinningsområdet består mestadels av skog (91 procent). Avrinningsområdet har 0,01 kvadratkilometer vattenytor vilket ger det en sjöprocent på 0,7 procent.